# マーク・ミリー
マーク・アレクサンダー・ミリー（英語: Mark Alexander Milley、1958年6月18日 - ）は、アメリカ合衆国の陸軍軍人。アメリカ軍制服組トップである統合参謀本部議長を務めた。階級は陸軍大将。報道では「ミリー統合参謀本部議長」と呼ばれる。

## 経歴
1958年6月18日、マサチューセッツ州ウィンチェスター生まれ。プリンストン大学卒業後、1980年に同大の予備役将校訓練課程（ROTC）に参加し、アメリカ陸軍入営。駐アフガニスタン国際治安支援部隊統合部隊の司令官や在韓アメリカ軍第2師団の大隊長、陸軍総軍総司令官などを経て、2015年から陸軍参謀総長。2019年9月30日、ジョセフ・ダンフォードの後任として統合参謀本部議長に就任。同日バージニア州アーリントン基地で行われた就任式には、ドナルド・トランプ大統領が出席したほか、日本の山崎幸二統合幕僚長と大韓民国の朴漢基合同参謀本部議長も参加した。サラフィー・ジハード主義組織ISILの指導者でカリフを自称したアブー・バクル・アル＝バグダーディーの殺害作戦（カイラ・ミューラー作戦）やロシアのウクライナ侵攻に対応して指揮を取ったが、2021年のアフガニスタンからの米軍撤退では混乱をきたすなど（2021年ターリバーン攻勢）、トランプとの関係は悪化していた。2023年9月29日に統合参謀本部議長を退任。退任の際には、「我々は独裁者になりたいと思う者に誓いを立てたりはしない」などトランプ批判ととれる発言を行っている。
2025年1月20日、ジョー・バイデン大統領はトランプの大統領返り咲きを前に、トランプと対立したミリーや元国立アレルギー・感染症研究所長のアンソニー・ファウチなどに予防的恩赦を与えると発表した。同月28日、トランプ政権のピート・ヘグセス国防長官は、ミリーに対し、要人警護の対象から外し、機密情報へのアクセス権限を取り消すと通知した。 また、ヘグセス長官はミリーの在任中の行動などを調査するよう指示。それを踏まえ、階級降格を審査するのが適切かを判断するという。

## 政治姿勢

### 国内
2020年6月1日、ジョージ・フロイドの死をきっかけとしたワシントンD.Cでの抗議デモを催涙ガスなどで強制排除したその約30分後、軍服を着たミリーはホワイトハウスから教会までトランプ大統領に随行したことで軍OBや議会から批判をうけた。11日、国防大学の卒業生に向けた祝辞でこのことを「私はあの場にいるべきではなかった」「米軍が国内政治に関与しているとの印象を与えてしまった」と述べ、軍は国内政治に関与しない原則 (apolitical military) を大切にしなければならないと語った。
2021年アメリカ合衆国議会議事堂襲撃事件の際は、ミリー議長以下、陸海空軍の長らの署名入りで米軍統合参謀本部が全ての米軍兵士に宛てた異例の声明を出した。「連邦議会や議事堂、憲法上の手続きに対する直接的な攻撃だ。我々は憲法を守り、支持する。憲法上の手続きを混乱させる全ての行為は我々の伝統や価値観、誓いだけでなく、法に背いている」と非難し、「各州や裁判所が確認して議会も認定した通り、2021年1月20日にはジョー・バイデン次期大統領が憲法に基づいて就任し、46代目の最高司令官となる」とその中で述べた。また、「トランプが唆した非合法デモは、1933年2月のドイツ国会議事堂放火事件と同じだ」「クーデターを連中は計画しているが、軍や中央情報局（CIA）、連邦捜査局（FBI）の手を借りずにクーデターなど成功するわけがない。銃は我々が握っている」と発言してトランプがクーデターを命じた場合は陸海空各軍のトップと1人ずつ辞任する計画を行っていたとされ、これに対してトランプは「ミリーという男は極左がアメリカと星条旗を攻撃するのをただ傍観していただけだ」「ジェームズ・マティス国防長官やダンフォード前統合参謀本部議長の反対を押し切って私が統合参謀本部議長にしたのは、バラク・オバマがミリーを解任したからだ。ミリーほど国防総省で尊敬されていない人間はいない」「クーデターを起こすつもりだったとしても、ミリーとだけはやりたくなかった」とこき下ろした。
2021年6月、米議会において批判的人種理論を軍のカリキュラムに盛り込んでいると共和党議員から追及された際には、「陸軍士官学校は大学です。我々は訓練し、理解することが重要です。私は白い怒りを理解したい。私は白人です。何千もの人々がこの建物を襲撃し、アメリカ合衆国憲法を覆そうとした原因は何か、私はそれを見つけたい」「現在も将来もリーダーは理解することが重要です。私は毛沢東を読み、カール・マルクスを読み、レーニンを読みましたが、それは私を共産主義者にしていません」と擁護した。
2021年9月にワシントン・ポストのボブ・ウッドワードとロバート・コスタ氏が共著したトランプ政権末期の内幕本『PERIL 危機』が出版され、トランプ政権の末期に、ミリーが２回にわたり水面下で中国人民解放軍の李作成連合参謀部参謀長に電話していたことが明らかになった。1回目の2020年10月30日には「攻撃する場合には、私が事前に電話する。奇襲攻撃にはならない」と約束、また議事堂襲撃事件の2日後にも電話した。また、ミラーはペロシ下院議長との核兵器についての会話で、ペロシのトランプ大統領の精神状態が正常ではないという主張に同意した。この本の内容を元に、ミリーが越権行為に及んだとの批判がなされていることに対し、国防総省やバイデン政権、またボルトン元大統領補佐官もミリーの擁護に動いた。

### 国外
2023年9月13日、CNNのインタビューで、「一度たりともイランへの攻撃を提言したことはないと断言できる」と強調し、トランプ政権下で米軍によるイラン攻撃を提言したことは一度もなかったとの見解を示した。トランプとマーク・メドウズ元首席補佐官の主張に反論した形となっている。

## 統合参謀本部議長として

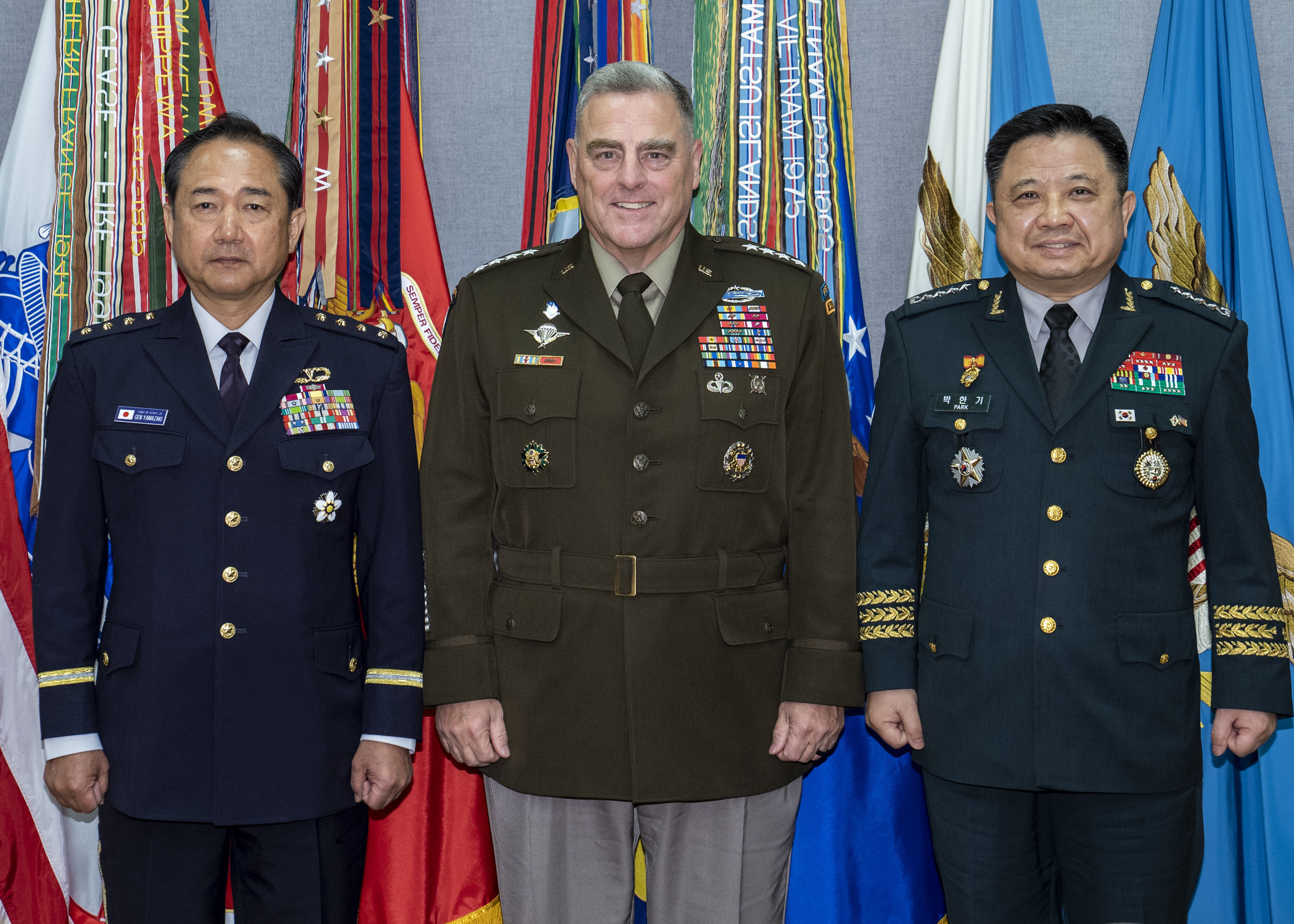
日本の山崎幸二統合幕僚長や韓国の朴漢基合同参謀本部議長との3カ国の制服組トップ会談。

- 2019年10月1日
日米韓の制服組トップによる会談をもった。出席者は、前日の就任式に参加した山崎統合幕僚長と朴漢基議長。
- 2019年11月12日
訪日。安倍晋三首相・菅義偉官房長官・茂木敏充外務大臣を表敬訪問[25]。
- 2019年11月13日
米韓軍事委員会会合に出席するため韓国を訪問した。14日には別途韓国を訪問したマーク・エスパー国防長官と文在寅大統領らに面会し、日韓秘密軍事情報保護協定破棄を見直すよう説得に当たった[26]。
- 2023年3月17日、日本国政府より旭日大綬章を受章された[27]。

## 徽章
ミリー将軍は以下の章を受賞している。
|                         |                         |                         |
| Bronze oak leaf cluster |                         |                         |
|                         |                         | Silver oak leaf cluster |
|                         | Bronze oak leaf cluster | Bronze star             |
|                         |                         |                         |
|                         |                         |                         |
|                         |                         |                         |
| Bronze star             |                         |                         |
|                         |                         |                         |
|                         |                         |                         |
|                         |                         |                         |

| Badge   | Combat Infantryman Badge (2nd Award)                      | Combat Infantryman Badge (2nd Award)                      | Combat Infantryman Badge (2nd Award)                          | Combat Infantryman Badge (2nd Award)                          | Combat Infantryman Badge (2nd Award)                      |                                                           |
| 1st row | Defense Distinguished Service Medal with oak leaf cluster | Defense Distinguished Service Medal with oak leaf cluster | Army Distinguished Service Medal with three oak leaf clusters | Army Distinguished Service Medal with three oak leaf clusters | Defense Superior Service Medal with two oak leaf clusters | Defense Superior Service Medal with two oak leaf clusters |
| 2nd row | Legion of Merit with two oak leaf clusters                | Legion of Merit with two oak leaf clusters                | Bronze Star Medal with three oak leaf clusters                | Bronze Star Medal with three oak leaf clusters                | Meritorious Service Medal with silver oak leaf cluster    | Meritorious Service Medal with silver oak leaf cluster    |
| 3rd row | Army Commendation Medal with four oak leaf clusters       | Army Commendation Medal with four oak leaf clusters       | Army Achievement Medal with oak leaf cluster                  | Army Achievement Medal with oak leaf cluster                  | National Defense Service Medal with service star          | National Defense Service Medal with service star          |
| 4th row | Armed Forces Expeditionary Medal with two service stars   | Armed Forces Expeditionary Medal with two service stars   | Afghanistan Campaign Medal with three campaign star           | Afghanistan Campaign Medal with three campaign star           | Iraq Campaign Medal with two campaign stars               | Iraq Campaign Medal with two campaign stars               |
| 5th row | Global War on Terrorism Expeditionary Medal               | Global War on Terrorism Expeditionary Medal               | Global War on Terrorism Service Medal                         | Global War on Terrorism Service Medal                         | Korea Defense Service Medal                               | Korea Defense Service Medal                               |
| 6th row | Humanitarian Service Medal                                | Humanitarian Service Medal                                | Army Service Ribbon                                           | Army Service Ribbon                                           | Army Overseas Service Ribbon with award numeral 5         | Army Overseas Service Ribbon with award numeral 5         |
| 7th row | NATO Medal for service with ISAF with service star        | NATO Medal for service with ISAF with service star        | Multinational Force and Observers Medal                       | Multinational Force and Observers Medal                       | French National Order of Merit, Commander                 | French National Order of Merit, Commander                 |
| Badges  | Special Forces Tab                                        | Special Forces Tab                                        | Special Forces Tab                                            | Ranger Tab                                                    | Ranger Tab                                                | Ranger Tab                                                |
| Badges  | Master Parachutist Badge                                  | Master Parachutist Badge                                  | Master Parachutist Badge                                      | Special Operations Diver Badge                                | Special Operations Diver Badge                            | Special Operations Diver Badge                            |
| Badges  | 統合参謀本部本部員章                                      | 統合参謀本部本部員章                                      | 統合参謀本部本部員章                                          | 陸軍参謀総長章                                                | 陸軍参謀総長章                                            | 陸軍参謀総長章                                            |

|                         |  |  |
|                         |  |  |
| Bronze oak leaf cluster |  |  |
|                         |  |  |

| 506th Infantry Regiment Distinctive Unit Insignia           |                                                    |                                                    |                                                                 |                                                                 |                                                                 |
| French Parachutist Badge                                    |                                                    |                                                    |                                                                 |                                                                 |                                                                 |
| Joint Meritorious Unit Award with oak leaf cluster          | Joint Meritorious Unit Award with oak leaf cluster | Joint Meritorious Unit Award with oak leaf cluster | Army Meritorious Unit Commendation with three oak leaf clusters | Army Meritorious Unit Commendation with three oak leaf clusters | Army Meritorious Unit Commendation with three oak leaf clusters |
| 101st Airborne Division Combat Service Identification Badge |                                                    |                                                    |                                                                 |                                                                 |                                                                 |

|  | Expert Infantryman Badge |
|  | 10 Overseas Service Bars |
|  | 旭日大綬章（日本国）     |